# Chiralität (Mathematik)

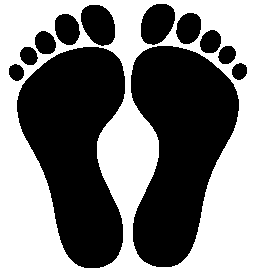
Der Fußabdruck hier zeigt Chiralität. Einzelne linke und rechte Fußabdrücke sind chirale enantiomorphe Formen in einer Ebene, da sie Spiegelbilder sind und keine Spiegelsymmetrie enthalten.

In der Geometrie ist eine Figur chiral (und hat Chiralität), wenn sie nicht mit ihrem Spiegelbild identisch ist, oder genauer gesagt, wenn sie nicht allein durch Drehungen und Parallelverschiebungen auf ihr Spiegelbild abgebildet werden kann. Ein Objekt, das nicht chiral ist, wird als achiral bezeichnet.
Ein chirales Objekt und sein Spiegelbild nennt man enantiomorph. Das Wort Chiralität leitet sich vom griechischen Wort für Hand χείρ (cheir) ab, dem bekanntesten chiralen Objekt; Das Wort enantiomorph stammt aus dem Griechischen ἐναντίος (enantios) 'Gegenteil' und μορφή (morphe) 'Form'.

## Beispiele
| S | Z |
| - | - |

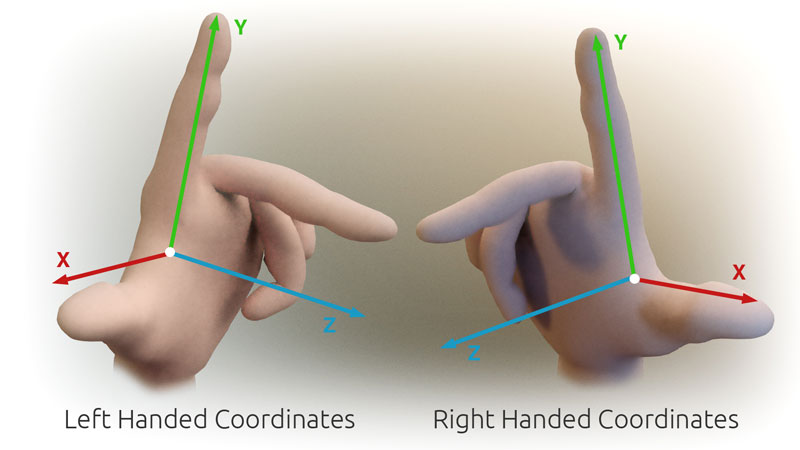
Linke und rechte Hand-Regel in drei Dimensionen

Einige chirale dreidimensionale Objekte, wie die Helix, können gemäß der Drei-Finger-Regel einer Rechts- oder Links-Händigkeit zugeordnet werden.
Viele andere bekannte Objekte wie Handschuhe und Schuhe weisen die gleiche chirale Symmetrie auf wie der menschliche Körper. Rechte Schuhe unterscheiden sich von linken Schuhen nur dadurch, dass sie Spiegelbilder voneinander sind. Im Gegensatz dazu können dünne (Einweg-)Handschuhe nicht als chiral angesehen werden, wenn man sie durchziehen kann, sie also von innen nach außen gedreht werden können.
Die J- bzw. L- und S- bzw. Z-förmigen Tetrominos des beliebten Videospiels Tetris weisen ebenfalls Chiralität auf, jedoch nur in einem zweidimensionalen Raum. Einzeln enthalten sie keine Spiegelsymmetrie in der Ebene.

## Chiralität und Symmetriegruppen
Eine Figur ist genau dann achiral, wenn ihre Symmetriegruppe mindestens eine Isometrie zur Umkehrung der Orientierung enthält. (In der euklidischen Geometrie kann jede Isometrie als {\displaystyle v\mapsto Av+b} mit einer orthogonalen Matrix {\displaystyle A} und einem Vektor {\displaystyle b} geschrieben werden. Die Determinante von {\displaystyle A} ist dann entweder 1 oder -1. Wenn sie -1 ist, ist die Isometrie orientierungs-umkehrend, andernfalls ist sie orientierungs-erhaltend.)
Siehe  für eine vollständige mathematische Definition der Chiralität.

## Chiralität in drei Dimensionen

Ein Paar von chiralen Spielwürfeln (enantiomorph)

In drei Dimensionen ist jede Figur achiral, die eine Spiegelsymmetrieebene {\displaystyle S_{1}}, ein Inversions-Symmetriezentrum {\displaystyle S_{2}} oder eine höhere Drehspiegelungssymmetrie {\displaystyle S_{n}} besitzt. (Eine Symmetrieebene einer Figur {\displaystyle F} ist eine Ebene {\displaystyle P}, wenn {\displaystyle F} unter der Abbildung {\displaystyle (x,y,z)\mapsto (x,y,-z)} invariant ist, wobei {\displaystyle P} wird als {\displaystyle x}-{\displaystyle y}-Ebene des Koordinatensystems gewählt wird. Ein Symmetriezentrum einer Figur {\displaystyle F} ist ein Punkt {\displaystyle C}, wenn {\displaystyle F} unter der Abbildung {\displaystyle (x,y,z)\mapsto (-x,-y,-z)} invariant ist, wobei {\displaystyle C} als Ursprung des Koordinatensystems gewählt wird.) Beachte, dass es achirale Figuren gibt, denen sowohl eine Symmetrieebene als auch ein Symmetriezentrum fehlen. Ein Beispiel ist die Figur
{\displaystyle F_{0}=\left\{(1,0,0),(0,1,0),(-1,0,0),(0,-1,0),(2,1,1),(-1,2,-1),(-2,-1,1),(1,-2,-1)\right\}.}
Sie ist unter {\displaystyle S_{4}}, der Orientierungsumkehr-Isometrie {\displaystyle (x,y,z)\mapsto (-y,x,-z)}, invariant, besitzt aber weder Symmetrie-Ebene noch -Zentrum. Dennoch ist sie achiral. Die Figur
{\displaystyle F_{1}=\left\{(1,0,0),(-1,0,0),(0,2,0),(0,-2,0),(1,1,1),(-1,-1,-1)\right\}}
hat ein Symmetriezentrum und ist daher invariant unter {\displaystyle S_{2}}. Sie hat keine Symmetrieebene, ist also nicht spiegelsymmetrisch; dennoch ist die Figur achiral.
Für unendlich ausgedehnte Figuren kann die Achiralität auch von einer Invarianz unter Gleitspiegelungen herrühren.

## Chiralität in zwei Dimensionen

Die farbige Halskette in der Mitte ist in der Ebene chiral, die beiden anderen sind achiral.
Dies bedeutet, dass als physische Halsketten auf einem Tisch die linke und die rechte in ihr Spiegelbild gedreht werden können, während sie auf dem Tisch verbleiben. Die in der Mitte müsste jedoch hochgenommen und dreidimensional gedreht werden.

In zwei Dimensionen ist jede Figur, die eine Symmetrieachse besitzt, achiral, und jede begrenzte achirale Figur hat eine Symmetrieachse. (Eine Gerade {\displaystyle G} ist eine Symmetrieachse einer Figur {\displaystyle F}, wenn {\displaystyle F} unter der Abbildung {\displaystyle (x,y)\mapsto (x,-y)} invariant ist, wobei {\displaystyle G} als x-Achse des Koordinatensystems gewählt wird.) Aus diesem Grund ist ein Dreieck achiral, wenn es gleichseitig oder gleichschenklig ist, und chiral, wenn es ungleichseitig ist.
Man betrachte folgendes Muster:
Diese Figur ist chiral, da sie nicht mit ihrem Spiegelbild identisch ist:
Wenn man jedoch das Muster in beide Richtungen bis ins Unendliche verlängert, erhält man eine (unbegrenzte) achirale Figur, die keine Symmetrieachse hat. Die Symmetriegruppe der Figur ist eine Friesgruppe, die durch eine einzelne Gleitspiegelung erzeugt wird.

## Knotentheorie
Ein Knoten wird als achiral bezeichnet, wenn er kontinuierlich in sein Spiegelbild verformt werden kann, andernfalls wird er als chiraler Knoten bezeichnet. Zum Beispiel sind der triviale Knoten und der Achterknoten achiral, während die Kleeblattschlinge chiral ist.